# 本長寺 (横浜市)
本長寺（ほんちょうじ）は、神奈川県横浜市港北区樽町にある日蓮宗の寺院。山号は長命山という。旧本山は京都妙満寺、什師法縁。

## 歴史
永禄年間（1558年‐1570年）に京都の妙満寺派の日感（天正元年（1573年）没）によって創建された。開基檀越は荻野因幡守（後北条氏の家臣という）である。現在の本堂は嘉永3年（1850年）に再建されたもの。明治時代に山門が再建された。

## 境内
- 本堂　幕末の建築。
- 山門　茅葺屋根の山門が明治時代に現在の瓦葺で再建されたもの。 門扉には「日蓮聖人山伏問答」と「日蓮聖人星下り絵図」が彫られている[1]。
- 釈迦如来立像　寛文10年（1670年）につくられた石仏日蓮聖人。

## 寺宝
宗祖一代図（安政6年（1859年）完成）、釈迦涅槃像（江戸北泉作）、十界互具地獄極楽絵図などを所蔵する。

## 歴代
- 日感（開山）
- 渡辺日易（33代）[1]

## 関連資料
- 「樽村」『新編武蔵風土記稿』 巻ノ66橘樹郡ノ9、内務省地理局、1884年6月。NDLJP:763984/61。
- “日蓮宗長命山本長寺”. 本長寺ホームページ. 2019年11月25日閲覧。